# 槍昔
槍昔（やりむかし）は、北海道根室市の町名。郵便番号は086-0071。住民基本台帳に基づく2014年12月31日現在の人口は56人、2010年10月1日現在の面積は、26.856200km2。
風蓮湖に突き出した半島状の地形をしており、風蓮湖岸の漁業地域と内陸部の酪農地域から構成される。また、湖岸には株式会社明治や日本野鳥の会の管理する野鳥保護区があり、タンチョウが飛来・繁殖する。

## 地理
根室市の西部に位置し、北から東にかけて風蓮湖に面する。地域の大部分は未開発の森林地帯であり、半島部の末端に漁業集落が、内陸部に大規模な酪農地帯が形成されている。
- 半島 - 槍昔半島[6]
- 山 - 巾着山[注 2]
- 川 - 風蓮川[注 3]、アッウシペッ[注 4]、ヤリムカシ川、サラウンペッ[注 5]、ソウサンベツ川[注 6]、アッツコベツ川
- 崖 - アッウシピラ[注 7]

南は根室市湖南、西は根室市明郷・野付郡別海町奥行と接する。また風蓮湖の対岸の野付郡別海町走古丹・本別海と向かい合う。
漁業では、主に沿岸漁業が営まれ、ホッキガイ、アサリ、カレイなどの雑魚が漁獲される。2015年4月6日には風蓮湖でニシンの水揚げが急増していると水産新聞が報じ、槍昔での水揚げの様子が写真で紹介された。操業は夫婦で行う。槍昔は根室湾中部漁業協同組合の管轄区域に含まれる。
酪農では、新酪農村計画に基づいて「新酪道路」と呼ばれる舗装路が整備され、1戸当たり乳牛50 - 100頭を飼育し、40 - 50haの牧草地を有する。槍昔は道東あさひ農業協同組合の管轄区域に含まれる。

### 土地利用の変化
1950年（昭和25年）の槍昔は、ヤリムカシ川とソウサンベツ川の流域を中心に湿地が広がり、その周辺は森林が卓越していた。1975年（昭和50年）になると湿地の面積は縮小し、代わって森林が増加した。更に2000年（平成12年）にはソウサンベツ川の湿地の一部が風蓮湖の湖面に変化し、流域にあった森林や荒れ地が畑地へと転換した。

## 歴史
槍昔では、ヤリムカシ1、ヤリムカシ2チャシ跡などの遺跡が風蓮湖岸で見つかっている。近世には東蝦夷地ネモロ場所の一部で、周辺地域を含めて「アツウシベツ」と呼ばれていた。アツウシベツは海上交通と陸上交通の要衝であり、通行屋や番屋などが設置されていた。明治時代に入ってからも駅逓所や郵便局が設立されるなど中心性を有していたが、1879年（明治12年）に厚別駅逓所が落石に移転すると厚別は衰退し、1895年（明治28年）頃には1戸もない状態になった。槍昔半島へ至る道も放置され、第二次世界大戦が終わるまで住民が戻ることはなかった。一方、20世紀初頭になると厚別村各地に牧畜を主体とする大規模な牧場が開かれるようになり、ヤリムカシにも牧場ができた。また明治乳業（現・明治）が1944年（昭和19年）に根室牧場のウシの疎開地として槍昔で土地を購入し、以後、同社の社有地となる。この社有地はほとんど人の入らない場所であったが、土地の取得以降、明治乳業は自然保護活動を続けてきた。
1949年（昭和24年）9月10日に槍昔入植者の入団式が挙行され、それ以降樺太や千島列島で漁業に従事していた人々が約20戸入植した。これにより、槍昔に集落が再び形成されたのである。1950年（昭和25年）には厚床小学校槍昔分校が開校、翌1951年（昭和26年）には厚床中学校の分校も併設され、1952年（昭和26年）には槍昔小中学校として独立した。当時の槍昔は電気の通っていない地域であり、風蓮湖の結氷時は馬橇で、他の時期は漁船で根室市街や和田地区と往来した。若者は根室市内の中小企業で働き、その両親が漁業を営んでいた。その後、槍昔小中学校は児童・生徒数の減少により先に中学校が廃校、小学校も1971年（昭和46年）に厚床小学校に統合されて廃校となった。
1978年（昭和53年）、日本国は標津郡中標津町、野付郡別海町、根室市にまたがる根釧台地に新酪農村の建設を開始し、同年10月24日に槍昔・湖南地区の新酪農村第一陣入村式が挙行された。新酪農村建設の対象となったのは槍昔の南部にあたり、広大な牧場ができただけでなく、道路や用水の整備も行われた。
1987年（昭和62年）、槍昔会館が開館した。槍昔会館は各種選挙の投票所となっていたが、2011年（平成23年）4月10日実施の北海道知事選・道議会議員選挙から厚床会館投票所に統合された。投票所廃止前の2010年（平成22年）12月2日現在の槍昔会館投票所の有権者数（選挙人名簿登録者数）は22人と根室市内で最も少なかった。

### 沿革
- 1872年（明治5年） - 根室郡アツウシベツ村となる[16]。
- 1875年（明治8年） - 根室郡厚別村となる[16]。
- 1906年（明治39年） - 根室郡和田村大字厚別村となる[16]。
- 1957年（昭和32年） - 和田村が根室町と合併し、根室市大字厚別村となる[16]。
- 1967年（昭和42年）1月1日 - 大字の廃止に伴い、根室市槍昔となる[16]。

### 地名の由来
「やりむかし」の語源について、詩人でアイヌ文化研究家の更科源蔵は『根室市史』において、「丘の高いバアソブの沢山あるところの意かと思うが、自信はない」と記している。バアソブはツルニンジンに似た植物で、アイヌは根を食用とした。仮に「丘の高いバアソブがたくさんあるところ」をアイヌ語にすれば、「ヤ・リ・ムゥ・ウㇱ」になる。

### 町名の変遷
| 実施後 | 実施年月日               | 実施前                                                                               |
| ------ | ------------------------ | ------------------------------------------------------------------------------------ |
| 槍昔   | 1967年（昭和42年）1月1日 | 大字厚別村の一部（ビラ・ヒラバ・風蓮川・風蓮川口・風蓮川ヲニワツタラ・風蓮原野など） |

### 人口の変遷
総数 [世帯数：  、人口：  ]
| 1970年（昭和45年） | 12世帯 41人 |
| 1975年（昭和50年） | 11世帯 36人 |
| 1980年（昭和55年） | 17世帯 75人 |
| 2003年（平成15年） | 18世帯 56人 |
| 2014年（平成26年） | 16世帯 56人 |

## 小・中学校の学区と槍昔小中学校
市立小・中学校に通う場合、槍昔全域が厚床小学校・厚床中学校の学区となる。
槍昔にはおよそ20年間、小中学校が設置されていた時代があった。1950年（昭和25年）4月10日に厚床小学校の分校が槍昔に置かれ、1951年（昭和26年）4月には中学校の分校も併置された。これらは1952年（昭和27年）8月1日に和田村立槍昔小中学校として独立、校舎が槍昔番外地に新築された。1954年（昭和29年）時点の教員数は2人、在籍生徒数は16人と小規模な学校であった。
その後、1961年（昭和36年）に学校専用の火力発電機が設置され、翌1962年（昭和37年）には公衆電話が整備されたことで、ようやく根室市の他地域と交信できるようになった。ところが1965年（昭和40年）に在籍者が児童3人、生徒4人の計7人となり、翌1966年（昭和41年）3月に槍昔中学校は廃校した。残った槍昔小学校も1971年（昭和46年）3月20日に元の厚床小学校に統合され、校史に幕を下ろした。

## 鳥類保護区
槍昔の風蓮湖畔は周辺がラムサール条約登録湿地「風蓮湖・春国岱」に登録、日本国の鳥獣保護区「風蓮湖畔」に指定され保護されている中で、法的な保護から外れている地域があった。
2002年（平成14年）、日本野鳥の会はソウサンベツ川から湖南川にかけての下流域に広がる山林や湿地を渡邊夫妻による寄付を元に買い取り、「渡邊野鳥保護区ソウサンベツ」を設立した。渡邊野鳥保護区ソウサンベツは日本野鳥の会の管理する野鳥保護区としては最大の368.1haあり、タンチョウの営巣地やチドリ目シギ科・チドリ科の鳥類の中継地となっている。
2007年（平成19年）6月、明治乳業（当時）は創業90周年を記念して「根室自然環境保全区」を設立し、同年7月13日に明治乳業と日本野鳥の会が野鳥の保護に関する協定を締結し、「明治乳業野鳥保護区槍昔」（現・株式会社明治野鳥保護区槍昔）を設立した。株式会社明治野鳥保護区槍昔は渡邊野鳥保護区ソウサンベツに隣接する231.8haの保護区であり、渡邊野鳥保護区ソウサンベツと合わせて約600haの広大な地域で鳥類が保護されることとなった。2013年（平成25年）に3度に渡って船上から目視で行われた繁殖調査によれば、2か所で営巣していたタンチョウは繁殖に失敗したが、ヤリムカシ川河口で営巣していたオジロワシのつがいは繁殖に成功し、2羽の雛の誕生が確認された。保護区内にWebカメラを設置する構想もあったが、電源の確保ができないため断念している。

## 交通
公共交通はない。根室市道が地域内を通る。最寄りの国道243号（パイロット国道）から槍昔の漁業集落までは約10kmあり、道中はなだらかな丘、牧草地、シラカバなどの原生林が続き、道東らしい景観を呈する。国道から槍昔に向かう道路は、風蓮湖に突き当たると終点となる。
最寄り駅のJR根室本線厚床駅からは約20km離れている。集落まで自動車を利用して約30分かかる。

## 施設
- 槍昔会館

## 槍昔を舞台とする作品
- 奥山かずお『夏色のかなしみ』学習研究社、2001年6月、25p.（科学と学習の増刊 読み物特集号 話のびっくり箱 5年上） - 根室市の児童文学作家・奥山一夫による物語[38]。『広報ねむろ2001年6月号』によると、「ちょっとセンチメンタルな少年少女の物語」であるという[38]。根室市図書館で所蔵する。